# 爱德华·罗斯坦
愛德華·班傑明·羅斯坦（英語：Edward Benjamin Rothstein，1952年10月16日—）是美國藝術評論者，早期他的評作以音樂領域為主，現則以博物館、展覽為人所知。畢業於耶鲁大学（1973年）、哥伦比亚大学（碩士，英語文學）以及芝加哥大学（博士，1994年），長期為纽约时报撰寫評論，之後跳槽到华尔街日报，他對前東家有諸多批評。
紐時時期，羅斯坦是文化類別的評論人，雖是主筆樂評人，不過他更多專注於各類型博物館（規模大小皆有）的評論。此外，他亦於《新共和》以及《自由媒體》（The Free Press）兼職寫作樂評。

## 獲獎及榮譽
- 美国作曲家、作家和发行商协会泰勒獎
- 古根海姆獎，1991年